# Mohamed Raja Farhat
Mohamed Raja Farhat (arabe : محمد رجاء فرحات) est un écrivain, acteur, metteur en scène et réalisateur tunisien.

## Biographie
Raja Farhat développe une passion pour le théâtre grâce à son père qui l'emmène à onze ans voir la pièce Caligula d'Albert Camus, reprise par le dramaturge tunisien Aly Ben Ayed.
Il étudie au Collège Sadiki avant de partir à Milan pour y suivre des études théâtrales. 

## Œuvres

### Théâtre
- 2012 : Bourguiba, dernière prison[2]

### Cinéma
- 2006 : Les Ombres du silence d'Abdullah al-Moheissen (acteur)
- 2008 : L'Autre moitié du ciel de Kalthoum Bornaz (écriture)

### Télévision
- 2014-2015 : Naouret El Hawa : homme d'affaires (saison 1) puis Moncef Ben Abdallah (saison 2)